# Вулиця Вікентія Беретті
Ву́лиця Віке́нтія Бере́тті — вулиця в Деснянському районі міста Києва, житловий масив Вигурівщина-Троєщина. Пролягає від вулиці Оноре де Бальзака до проспекту Червоної Калини.

## Історія
Вулиця виникла у 80-ті роки XX століття під назвою Нова́. Сучасна назва на честь українського і російського архітектора Вікентія Беретті — з 1983 року.

## Установи та заклади
- 5А — Управління з питань надзвичайних ситуацій Деснянського району
- 7 — средняя загальноосвітня школа № 249, Приватна «Лінгвістична гімназія»;
- 9 — спеціальна школа-дитсадок «Мрія» для дітей з порушеннями опорно-рухового апарату;
- 18 — ветеринарна поліклініка «НеоВет»;

### Житлові будинки
| № будинку | серія | кількість поверхів | дата будівництва |
| --------- | ----- | ------------------ | ---------------- |
| 3         |       |                    |                  |
| 5         | 134   | 9                  | 1984             |
| 5а        |       | 9                  | 1984             |
| 6         |       | 16                 | 1984             |
| 6а        |       | 16                 | 1984             |
| 6б        |       | 16                 | 1984             |
| 8         |       | 16                 | 1984             |
| 10        |       | 16                 | 1984             |
| 12        | 134   | 9                  | 1984             |
| 14        | 134   | 9                  | 1984             |
| 14а       |       | 9                  | 1986             |
| 16        |       |                    |                  |